# Funchalia taaningi
Funchalia taaningi är en kräftdjursart som beskrevs av Martin D. Burkenroad 1940. Funchalia taaningi ingår i släktet Funchalia och familjen Penaeidae. Inga underarter finns listade i Catalogue of Life.